# Mały Połom
Mały Połom (cz. Malý Polom; 1061 m n.p.m.) – szczyt we wschodniej części Beskidu Morawsko-Śląskiego. Zwornik dla odgałęziającego się tu ku północy Pasma Ropicy.
Mały Połom leży w głównym wododziale karpackim. Jest szczytem granicznym: biegnie przezeń (wzdłuż wspomnianego wododziału) granica państwowa między Czechami (na północy) a Słowacją (na południu).
Przez szczyt Małego Połomu biegnie czerwono znakowany szlak turystyczny z Wielkiego Połomu na Bílý Kříž.